# Strupšín
Strupšín (německy Strupschein) je malá vesnice, část obce Brníčko v okrese Šumperk. Nachází se asi 2 km na východ od Brníčka. Rozkládá se v údolí Strupšínského potoka, západně od vlastního Brníčka u cesty spojující Zábřeh s Rohlí. Katastr obce zahrnuje pouhých 124 ha. V roce 2009 zde bylo evidováno 49 adres a v roce 2001 zde trvale žilo 71 obyvatel.
Strupšín je také název katastrálního území o rozloze 1,24 km2.

## Historie
První písemná zmínka o obci pochází z roku 1385, kdy je uváděna jako součást panství Brníčko. Vždy šlo o jednu z nejmenších obcí na Zábřežsku. S Brníčkem sdílel svůj osud až do roku 1848, kdy byl připojen k okresu Zábřeh.
Strupšín byl opět připojen k obci Brníčko v roce 1976.

## Školství
Jednotřídní škola byla v obci zřízena až v roce 1896, zrušena byla roku 1974.

## Vývoj počtu obyvatelstva
Údaje (mimo aktuálních) jsou převzaty z Vlastivědy šumperského okresu.
- 1677 – 11 usedlíků
- 1834 – 234 obyvatel ve 29 domech
- 1900 – 248 obyvatel ve 32 domech (vesměs české národnosti)
- 1950 – 146 obyvatel ve 45 domech (řada obyvatel odešla osidlovat opuštěné sudetské vesnice)
- 1991 – 79 obyvatel ve 25 trvale zabydlených domech
- 2000 – 70 obyvatel[7]